# Фамільний предикат
Фамільний предикат (фамільна частка, шляхетний предикат, нобіліарний предикат) — частка, яка використовується у багатьох культурах (переважно західноєвропейських) як частина прізвища або родового імені, і частіше за все (але не завжди) вказує на знатність родини (окремі випадки детально розглянуто нижче). Частка, яка використовується перед прізвищем, залежить від країни, мови та періоду часу. У деяких мовах це те саме, що звичайна прийменникова частка, яка використовувалася при створенні багатьох прізвищ.
У деяких країнах увійшло в звичай відрізняти предикат, який вказує на шляхетне походження, від інших складових часток прізвища іншим написанням, в інших країнах таких умовностей не існує, що часом призводить до двозначності. До того ж, з кінця XVIII і до початку XX століття відбувалося знецінення дворянства, коли фамільні предикати додавалися монархами до прізвищ нешляхетного походження, які належали людям, статус яких підвищувався до дворянського.
У повсякденному мовленні чи певних контекстах фамільний предикат часто можна опустити, а деякі частки злилися з прізвищем (наприклад, маркіза де ла Фаєт часто пишуть просто Лафаєт).

## Відмінність від інших складових частин імені
- Фамільний предикат не слід змішувати з дворянським титулом, який може бути складовою частиною імені (наприклад, Freiherr в німецьких баронських прізвищах, Graf у графських, а також Ritter, Schenk і т. ін.).
- Також предикат не слід змішувати з формою звернення (титулування) до дворян та високих посадових осіб (Ваша честь, світлість і т. ін.).
- У Франції та німецькомовних землях також існує особлива старовинна нешляхетна частка, яка буквально означає «(також) названий», для додання другого прізвища до основного: dit (Франція), genannt (німецькомовні землі).
- Частки, які означають потомка (британське Фіц, ірландське О, ірландсько-шотландське Мак, уельське «ап», арабське «ібн/бен», єврейське «бен/бар» і т. д.) традиційно не відносять до фамільних предикатів, а розглядають як окрему групу.
- В певних мовах невід'ємною складовою часткою прізвища може бути артикль (Le/La/Les у французькій мові, «де» в нідерландській і т. ін.). В інших мовах артикль як частина прізвища у перекладі на інші мови може опускатися (наприклад, «аль» в арабській).

## Данія та Норвегія

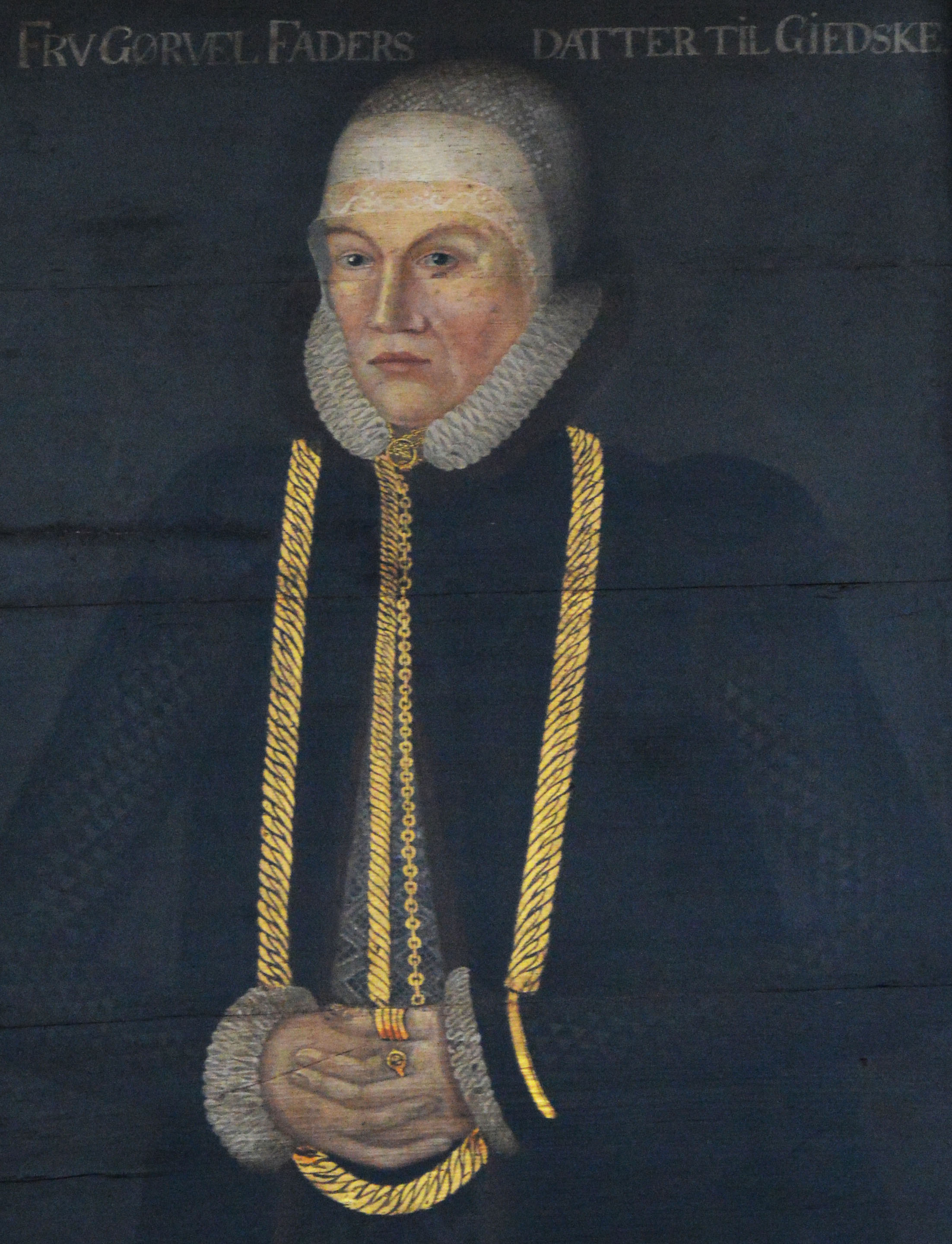
Ґьорвел Фадерсдоттер із Гіске (1517—1605). Написання імені на картині: «Fru Gørvel Fadersdatter til Giedske»

У Данії та Норвегії розрізняють (1) знатні частки в прізвищах і (2) прийменники, що позначають місце проживання окремої особи.
Нобіліарні частки, такі як af, von і de є складовими частинами прізвищ. Всі три перекладаються як «з (такогось місця)», але мають різне походження: перша є місцевою, друга німецькою, а третя французько-латинською.
Використання часток не було особливим привілеєм для знаті. З іншого боку, частки використовувалися майже виключно дворянами та асоціювалися з ними. Особливо наприкінці 17-го та 18-го століть, людина часто отримувала частку разом зі своїм старим або новим прізвищем під час облагородження. Прикладами є такі родини, як de Gyldenpalm (букв. «з Золотої пальми») і von Munthe af Morgenstierne (букв. «з Мюнте з Ранкової Зірки»). Також частки прізвищ прибували до Скандинавії разом з іммігрантами. Прикладом є такі родини, як фон Анен. Видатні нешляхетні родини, які використовували частки — фон Каппелен, фон дер Ліппе та де Крекі ді ля Рош («із Крекі, йменований ля Рош»).
Прийменник til зазвичай означає «до», але у поданому контексті скоріше перекладається архаїчним значенням «з (певного місця)», так само, як аналогічна німецька частка zu; він ставиться за повним іменем людини, щоб позначити її місце проживання, наприклад, Sigurd Jonsson til Sudreim (Сігурд Йонссон з Сюдрейма).

## Франція
У Франції (і Англії, переважно в результаті норманського завоювання) частка de передує nom de terre («назві землі», тобто місця походження або маєтку) у багатьох родинах французького дворянства (наприклад, Максимільєн де Бетюн). Деякі відомі фімілії не мають цієї частки (наприклад, П'єр Сег'є, канцлер Франції). Частка також могла мати інші форми: du або de la (з артиклем чоловічого або жіночого роду), d' (використовується відповідно до правил орфографії, коли nom de terre починається з голосної; наприклад, Ferdinand d'Orléans), або des ('з' + назва місцевості у множині). У французькій мові de вказує на зв'язок між землею та людиною — поміщиком чи селянином.
Ніколи в історії Франції ця частинка не була доказом шляхетного походження. Дворянин завжди називався екюйє, escuyer (dapifer латиною, тобто «зброєносець») або, частіше, шевальє, chevalier (equites латиною, тобто «лицар» або «вершник»). Лише лицарі могли позначатися розмовним стилем monseigneur або messire (dominus на латині, тобто «шляхетний пан»), як, наприклад, «монсеньйор Бертран дю Геклен, шевальє» (в англійській формі «сер Бертран дю Гесклін, лицар»).
Згідно з традицією, прізвища з нешляхетним використанням частки de пишуться як одне слово (наприклад, «П'єр Дюпон»), хоча багато таких прізвищ зберігають de як окреме слово.
Африканерські прізвища французького походження відрізняються від аналогічних французьких тим, що завжди пишуть цю частку окремо (наприклад, африканерське Du Toit, Дю Туа — французьке Dutoit, Дютуа).
З XVI століття прізвища серед французької знаті часто складалися з комбінації імен по батькові, титулів або noms de terres («назви земель» або маєтків), з'єднаних прийменником de, як у імені Шарль Моріс де Талейран-Перигор. Використання цієї частки стало невід'ємною ознакою благородства. Але після ліквідації Французького королівства використання де не завжди свідчило про дворянство, як показано у зміні імені діда Валері Жискар д'Естена на початку XX століття. Навіть раніше, у XVIII та XIX століттях, багато сімей середнього класу просто прийняли частку, хоча при цьому вони не ставали дворянами; сім'я Максимільєна Робесп'єра, наприклад, використовувала частку протягом кількох поколінь.

## Німеччина та Австрія
У Німеччині та Австрії von (фон: той, що походить з…) або zu (цу: той, що проживає у…) зазвичай передує прізвищу дворянської родини (наприклад, у іменах Олександра фон Гумбольдта та Готфріда Генріха Графа цу Паппенгейма). Якщо це виправдано, їх можна використовувати разом (von und zu): правитель Ліхтенштейну станом на 2022 рік, наприклад, Йоганнес Адам Фердинанд Алоїз Йозеф Марія Марко д'Авіано Пій фон унд цу Ліхтенштейн.
У певних прізвищах частка могла також включати наступний артикль, з яким часто зливалася: залежно від роду назви місцевості, чоловічого або жіночого, яка йшла після частки, von у таких випадках перетворювалася на vom (von dem) або von der; zu — на zum або zur.
У деяких випадках — якщо навіть не дуже часто, наприклад, як відмінність від більшої кількості розколів родинних ліній — ці більш загальні частки могли навіть доповнюватися auf (тобто проживання в іншому місці, відмінному від того, до якого відноситься zu і означає «на»): Von A-династія/місцевість, zu B-місто, auf C-вілла/резиденція.
Як і у Франції та Іспанії, не всі знатні родини використовують шляхетну частку. Імена найдавнішого дворянства, Uradel, а також імена деяких старих нетитулованих дворян часто не містять ні von, ні zu, наприклад Grote, Knigge або Vincke. І навпаки, префікс фон зустрічається в іменах від 200 до 300 нешляхетних сімей, подібно до ван у Нідерландах. Особливо на північному заході Німеччини, напр Бремен, Гамбург, Гольштейн, Нижня Саксонія, Шлезвіг, Вестфалія, а також у німецькомовній Швейцарії фон є частим елементом нешляхетних прізвищ. В Австрії та Баварії нешляхетні прізвища, що містять фон, були широко змінені шляхом з'єднання його з основним елементом прізвища в 19 столітті, наприклад von Werden → Vonwerden.

## Угорщина
У середньовічному Угорському королівстві латина була офіційною мовою, якою видавалися королівські укази та всілякі юридичні документи. Угорські знатні родини використовували дворянську частку de при назві маєтку, наданого королем як знак королівської милості. Наприклад, аристократична угорська родина графів Зічі, отримавши в дар два маєтки Зічі та Вашонкео (перший розташований у повіті Шомодь, а другий у повіті Веспрем), використовувала прізвища de Zichy та de Vásonkeő ; оскільки ця родина використовувала дві нобіліарні частки, конструкція латинською мовою для всієї родинної назви є Comes Zichy de Zichy et Vásonkeő (граф Зічі з (помість) Зічі та Вашонкео): латинський сполучник et (та) з'єднує назви маєтків.
З 19 століття угорська мова поступово витісняє латину з офіційного вжитку, і відповідних змін зазнають шляхетні прізвища, які від того часу пишуться як за старою, так і все частіше за новою традицією. В угорській мові для вказівки на походження з повіту або маєтку на кінці його назви додається суфікс -i: отже, у випадку вищеназваної родини Зічі назви походження з місцевостей будуть написані як zicsi та vásonkeői і розміщуватимуться перед власне прізвищем; два топоніми з'єднуються часткою és (і). Отже, результатом буде zicsi és vásonkeői Zichy (зічський та вашонкейський Зічі).
Також слід зазначити, що в угорській частині Австро-Угорщини частка de додавалася до прізвищ дрібної шляхти навіть тоді, коли це прізвище не походило від назви маєтку; так, повне ім'я письменника Ю. Федьковича було Осип Домінік Гординський де Федькович.

## Португалія
Починаючи з високого середньовіччя, західноіберійські дворяни, які використовували лише по батькові, почали додавати до своїх імен назви своїх садиб, а в деяких випадках і прізвиська. Наприклад, Егас Гомес, володар садиби Соуза, став Егасом Гомесом де Соузою. Кажуть, що син короля Альфонсо X Фернандо народився з волохатою родимкою і був названий Фернандо де ла Серда («Фернандо з щетини»), а його син Фернандо зберіг це прізвисько як своє друге ім'я і також називався Фернандо де ла Серда. У 15-му та 16-му століттях прізвища у такому форматі були прийняті простими людьми і є одними з найпоширеніших португальських прізвищ сьогодні, тому частка de та її варіації не вказували на шляхетність протягом століть.
Крім того, дворянський статус в Португалії, незалежно від будь-якого дворянського імені з часткою чи без неї, традиційно визнається лише за людьми, чиї дідусі та бабусі є дворянами.
Португальські прізвища не вказують на дворянство, оскільки зазвичай однакові прізвища існують у дворянських і недворянських родинах. Обмеження дворянства та духовенства на герби на початку 16-го століття, коли король Мануел I ліквідував попередні буржуазні герби, зазвичай показує, що людина належить до шляхти, якщо має особистий чи сімейний герб. Але дворянство в Португалії ніколи не обмежувалося носіями гербів, і багато португальських дворян не мали гербів взагалі.
Прийменник de та його різні орфоепічні форми (do, dos, da і das), як у Франції, не вказують на шляхетність носія. Сучасне португальське законодавство визнає право будь-якого громадянина не підписувати ці частки, навіть якщо вони присутні в документах, що посвідчують особу цього громадянина, а також визнається протилежне право, тобто підписувати своє ім'я з використанням таких часток, навіть якщо вони відсутні в документах. Насправді артиклі та прийменники в португальській номенклатурі вважаються прикрасою будь-якого імені.
Традиційно добрий смак змусив португальське дворянство скоротити кількість прийменників, що пов'язували їхні численні прізвища, і вони підписували лише одне на початку імені; перед останнім прізвищем буде е (і). Наприклад, ім'я João Duarte da Silva dos Santos da Costa de Sousa слід вказувати як João Duarte da Silva Santos Costa e Sousa. У наш час можна також писати взагалі без предикатів, тобто Жуан Дуарте Сілва Сантос Коста Соуза. Остання частка e («та») є замінником усіх попередніх прийменників прізвищ, крім першого, і ніколи не може використовуватися без попереднього прийменника, який його виправдовує. Виняток із цього правила показаний лише для повторюваних прізвищ, поєднаних символом e, наприклад, прізвищ матері, які стоять перед прізвищами по батькові: Diogo Afonso da Conceição e Silva (ім'я та прізвище матері) Tavares da Costa (повторне прізвище батька).
Починаючи з 19 століття, для португальської титулованої знаті стало звичаєм вказувати свої титули як допоміжні прізвища, як, наприклад, в імені Діани Альварес Перейра де Мело, 11-ї герцогині Кадавальської, яка йде як Діана де Кадаваль після свого титулу. Це соціальне правило не поширюється на членів португальського королівського дому.

## Іспанія
В Іспанії нобіліарна частка de також використовується у двох різних стилях. Перша — це формула «по батькові -де — топонім», яку використовували, серед інших, полководець п'ятнадцятого століття Гонсало Фернандес де Кордоба, хроніст і поет чотирнадцятого століття Перо Лопес де Аяла, європейський відкривач східної частини Тихого океану, Васко Нуньєс де Бальбоа та багато інших конкістадорів.
Другий стиль — використання частки де перед усім прізвищем. Цей стиль нагадує французький, але є більш неоднозначним, оскільки не відрізняє шляхетні прізвища, де ця частка посилається на маєток, від нешляхетних, таких як De la Rúa (буквально «з вулиці») або Де ла Торре («з вежі»).
Приклади шляхетної частки de без по батькові включають імена шістнадцятого століття Альваро де Базан, 1-й маркіз Санта-Крус та конкістадора Ернандо де Сото. Це поширена традиція в іспанській культурі.
На відміну від французької мови, в іспанській немає елізії, тому скорочення не використовується, коли прізвище починається з голосної (хоча у виняткових випадках ми знаходимо Pedro Arias Dávila), але скорочення використовується, коли прізвище містить артикль el, як у Baltasar del Alcázar.
Іспанський закон про імена від 1958 року, який діє досі, не дозволяє особі додавати де до свого прізвища, якщо прізвище досі не включало цю частку. Закон допускає один виняток: де можна додати перед прізвищем, яке інакше могло б бути неправильно сприйняте як ім'я. Переконливий доказ шляхетності прізвища може бути визначений шляхом встановлення того, чи пов'язане це прізвище з гербом, оскільки протягом століть герби легально мали лише особи знатного стану.
Прізвища, що складаються з двох імен, з'єднаних дефісом («-») або в традиційному написанні — часткою «y» (і), означаючи, що обом родинам надається однакове значення, не вказують на шляхетність. Наприклад, прізвище через дефіс Суарес-Льянос не вказує на дворянство. В іспанській та каталонській традиції повне прізвище людини складається з двох, де перше береться від батька, а друге від матері, але у побутовому вжитку зазвичай вживається лише перше з прізвищ.

## Швейцарія
У Швейцарії de або von, залежно від кантону походження, передує шляхетному імені, de вказує на романську мову, а von — на німецьку або алеманську.

## Об'єднане Королівство

### Англія
У середні віки частка de, запозичена з латинської та французької мов, а також аналогічна за значенням англійська of, часто використовувалася в іменах в Англії та Уельса, як-от «Симон де Монфор» і «Річард Шрусберійський». Використання «de» часто неправильно розуміють, оскільки в більшості випадків воно використовувалося лише в документах, написаних латинською чи французькою мовами. Водночас при перекладі на англійську мову «de» іноді перетворювали на «of», а іноді опускали; ця частка досить рідко використовувалася в англійській формі імені. Важливо також, що і «de», і «of» використовувалися просто для того, щоб показати географічне походження в іменах людей усіх класів, тому в Англії та Уельсі жодний випадок їх вживання не має розглядатися як вказівка на дворянське походження.
Незважаючи на відсутність офіційного значення слів «de» або «of» в іменах, іноді існувало уявлення, що вони означають шляхетність. Наприклад, 8 жовтня 1841 року, через місяць після того, як Томас Траффорд був призначений 1-м баронетом де Траффорд, королева Вікторія видала королівську ліцензію «серу Томасу Джозефу Траффорду… що він може відтепер відновити давнє по батькові своєї родини, прийнявши та використовуючи прізвище Де Траффорд, замість „Траффорд“, і що таке прізвище може відтепер використовуватися його нащадками». Англізація Траффорда, ймовірно, відбулася в 15 столітті, коли нормандський артикль «de», який означав, що сім'я походить з певного місця, загалом зник в Англії. Відновлення таких старих версій прізвищ було романтичною тенденцією в Англії 19-го століття, заохоченою помилковим переконанням, що артикль «de» вказував на шляхетність.
Як і в Іспанії, англійські та валлійські прізвища, що складаються з двох імен, з'єднаних дефісом («-»), не обов'язково вказують на дворянство, напр. Ріс-Джонс; з іншого боку, не всі подвійні імена вимагають дефіса, напр Девід Ллойд Джордж. У Сполученому Королівстві подвійне (потрійне і т. ін.) ім'я вказувало на гарний родовід і соціальний статус, таким чином існував і залишається зв'язок між іменами через дефіс і дворянством і джентрі . Це мало зберегти назви аристократичних родин, які вимерли в основній лінії. Коли це мало статися, для останнього члена сім'ї чоловічої статі, як правило, було можливо передати своє «ім'я та герб» разом із рештою свого маєтку за допомогою заповіту, як правило, чоловічому нащадку одного з його родичок по жіночій лінії, які потім подадуть заявку на отримання королівської ліцензії на те ім'я. Королівські ліцензії також можна було отримати, якщо мати заявника була геральдичною спадкоємицею, хоча це було рідше. Наприклад, прізвище сера Вінстона Спенсера Черчилля свідчить про його походження як від аристократичної родини Спенсерів, серед яких графи Спенсери є видатними, так і від відомого походження Черчиллів, які сходять до свого засновника-героя, видатного полководця Джона Черчилля, 1-й герцога Мальборо, чиї нащадки вимерли по чоловічій лінії (зазвичай чоловіча лінія розміщується останньою, тож це було б «Черчилль-Спенсер», якби в королівській ліцензії не було зазначено, що це буде «Спенсер»). -Черчилль). Деякі з найвеличніших представників британської аристократії мають потрійні імена, наприклад, сім'я Вейн-Темпест-Стюартів, які тримають маркезат Лондондеррі; деякий час герцоги Бекінгем і Чандос носили п'ять прізвищ: Темпл-Ньюджент-Бріджес-Чандос-Гренвіль.
У сучасній Британії цей зв'язок послабшав, оскільки більше сімей із середнього та нижчого класу почали з'єднувати свої прізвища дефісом під час одруження та/або передавати такі зїєднані прізвища нащадкам, причому 11 % молодят у віці 18–34 років ставили свої прізвища через дефіс станом на 2017 р.
У наш час предикати (як цей термін широко розуміють на континенті) вживаються рідко. Більш звичним є територіальне позначення, яке на практиці є майже ідентичним.

### Шотландія
У Шотландії частка, що вказує на шляхетність прізвища, взагалі відсутня. З іншого боку, використання частки of як територіального позначення має довгу історію. У цьому вживанні «of» і назва місця є наслідком сімейного прізвища, як в імені (Aeneas MacDonell of Glengarry) «Еней Макдонелл з Гленгаррі». Якщо назва місця збігається з прізвищем, іноді її передають як «that ilk» (того роду), напр. Iain Moncreiffe of that ilk «Ян Монкрейф того роду».
Визнання територіального призначення надається в Шотландії лордом Ліоном тим шотландцям, хто має право носити герб (армігерам), які володіють або народилися на названій землі, як правило, у сільській місцевості, яка не є частиною міста. Лорд Лайон радить, що для визнання територіального призначення має бути «володіння значною площею землі, до якої прикріплена добре засвідчена назва, тобто право власності на „маєток“, або ферму, або на принаймні, будинок із полісом, що розширюється на п'ять акрів або близько того». Територіальне позначення в цьому випадку вважається невід'ємною частиною назви, яке саме по собі не обов'язково вказує на історичну феодальну знать, але визнання в територіальному позначенні зазвичай надається поряд із наданням або реєстрацією шотландського герба, який фактично надає або визнає статус дрібного дворянства, навіть якщо він не давній.
Незважаючи на це, право мати територіальне призначення також може існувати для землевласників, які не є армігерами, але це право не закріплюється до отримання офіційного визнання; Лірні коментує: «простого припущення недостатньо, щоб виправдати ці територіальні та головні назви». Особа, яка має шотландське територіальне позначення, є або феодальним бароном, вождем, або вождем, або лейрдом, причому останній означає «землевласник», або є нащадком одного з них.
Лорд Лайон є вищим арбітром щодо визначення права на територіальне призначення, і його право на власний розсуд визнавати їх, а також їхній статус імені, гідності чи титулу було підтверджено в шотландських судах. У розмові чи листуванні до Лерда правильно звертатися за назвою його маєтку (зокрема в низинній Шотландії) або його прізвищем із позначенням, напр. До Вільяма Мейтленда з Летінгтона зверталися б як «Летінгтон» або «Мейтленд з Летінгтона».

## Інші країни
Незважаючи на те, що в багатьох мовах є нобіліарні частинки, їхнє вживання іноді може вводити в оману, оскільки часто не дає жодних доказів шляхетності.

## Дивитися також
- Граматична частка
- Вічне дворянство
- Список афіксів прізвища
- Царські та дворянські чини
- Іспанські звичаї імен
- Іо, румунська королівська частка
- Територіальне позначення
- No (kana), раніше використовувався для приналежності до знаті Uji в Японії